# De två systrarna
För albumet med samma namn, se De två systrarna (musikalbum).
De två systrarna (engelska: The Twa Sisters) är en mycket spridd naturmytisk mordballad. Den finns enbart i Sverige listad med 125 varianter i Sveriges medeltida ballader (SMB 13), varav 45 är finlandssvenska och över hälften är försedda med melodier.

## Handling
Av två ogifta systrar är bara den yngre förlovad (i vissa varianter därför att den äldre är för mörk). Systrarna går ner till en strand, och den äldre knuffar den yngre i sjön. Den yngre erbjuder den äldre allehanda gåvor och till sist sin fästman för att bli räddad, men den äldre systern konstaterar att hon ändå kommer att få allt detta, och vägrar rädda den yngre, som drunknar. En spelman bärgar liket, och tillverkar en harpa av det. Han kommer till den äldre systerns bröllop med lillasysterns förre fästman, och spelar där på harpan. Mordet uppdagas, antingen genom att harpan sjunger om detta eller genom att bruden tycker sig känna igen stämman från harpan, eller på något sätt som inte utsägs klart. Den äldre systern dör eller dödas. I några varianter återuppstår den yngre systern när man tar sönder musikinstrumentet.

## Paralleller på andra språk och i folksagor
Balladtypen är mycket spridd också i andra länder. Den är känd på danska som Den talende strængelek (Danmarks gamle Folkeviser, DgF 95), på färöiska som Hørpuríma (CCF 136), på isländska som Hörpukvæði (IFkv 13), på norska som De to søstre, och på engelska som The Twa Sisters (The English and Scottish Popular Ballads, Child 10). Balladen finns även med i Roud Folk Song Index (Roud 8) och The Types of the Scandinavian Medieval Ballad (TSB A 38).
Ett liknande motiv återfinns bland annat i en av bröderna Grimms folksagor (Grimm 28; jämför en konstruerad engelsk sagovariant).

## Utgivning

### Publikationer
- Eva Danielson, De två systrarna, i Noterat 16 (Svenskt visarkiv 2008) s. 93

### Insjungningar
Balladen finns på åtskilliga traditionsinspelningar, och förekommer på flera moderna utgåvor av folkvisor, bland annat:
- Gruppen Folk och rackare, på skivan Folk och Rackare från 1976
- Den finlandssvenska gruppen Gjallarhorns album Rimfaxe (2006)
- Gruppen Triakel på skivan Ulrikas minne – visor från Frostviken (2011), under namnet "Kallt väder"
- Gruppen Rås hittills enda album har titeln De två systrarna; men deras historia berättas snarare än sjungs.

Det finns också många inspelningar på andra språk. Gruppen Aurora Borealis och Øyonn Groven Myhren (Grappa GRCD 4132) har på CD:n Harpa med en uppsättning versioner av visan, både från Norden och England/Skottland.
I övrigt finns bland många andra (förutom traditionsinspelningar):
- Den svensk-tysk-brittiska gruppen The Early Folk Bands album Northlands, Ahalani Records 2012 ("The two sisters/Binnorie/Två systrar")
- Den danska gruppen Sorten Mulds album Mark II 1997 ("To søstre")
- Den norska folksångerskan Kirsten Bråten Berg, på Frå Senegal til Setesdal (Grappa GRCD 4122)
- Den norska gruppen Folques självbetitlade debutalbum 1974 ("Harpa")
- Den irländska gruppens Clannads album Dúlamán 1976 ("Two Sisters")
- Den brittiska gruppen Pentangles album Cruel Sister 1970 (titellåten)
- Den tyska gruppen In Extremo, som spelar "Två Søstra" på Weckt die Toten 1997
- Den kanadensiska sångerskan Loreena McKennitts album The Mask and Mirror 1994 innehåller en variant, som sången "The Bonny Swans"
- Det norska black metal-bandet Myrkgrav på albumet "Trollskau, skrømt og kølabrenning" 2006 ("De To Spellemenn").